# Vereniging Viaductstraat
De Vereniging Viaductstraat is een vrijwilligersorganisatie die een veertigtal woonruimtes in de Viaductstraat in de Nederlandse stad Groningen beheert. De woningen zijn gelegen in de Rivierenbuurt, vlak achter het hoofdstation in de historische Davidstraatbuurt.

## Geschiedenis

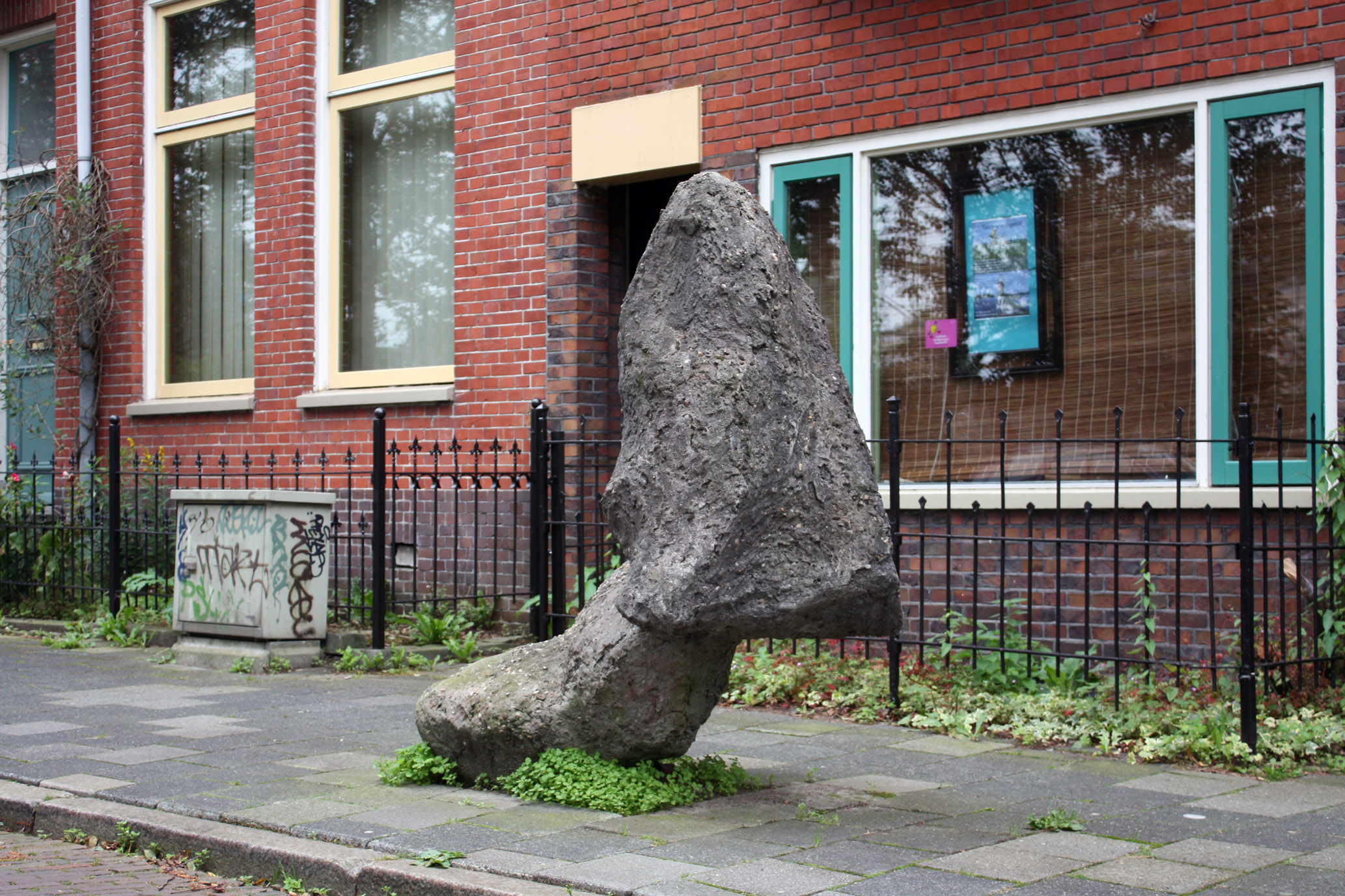
Kunstwerk aan de Viaductstraat 13, zonder titel van Herman Lamers lokaal bekend als Betty Stöve

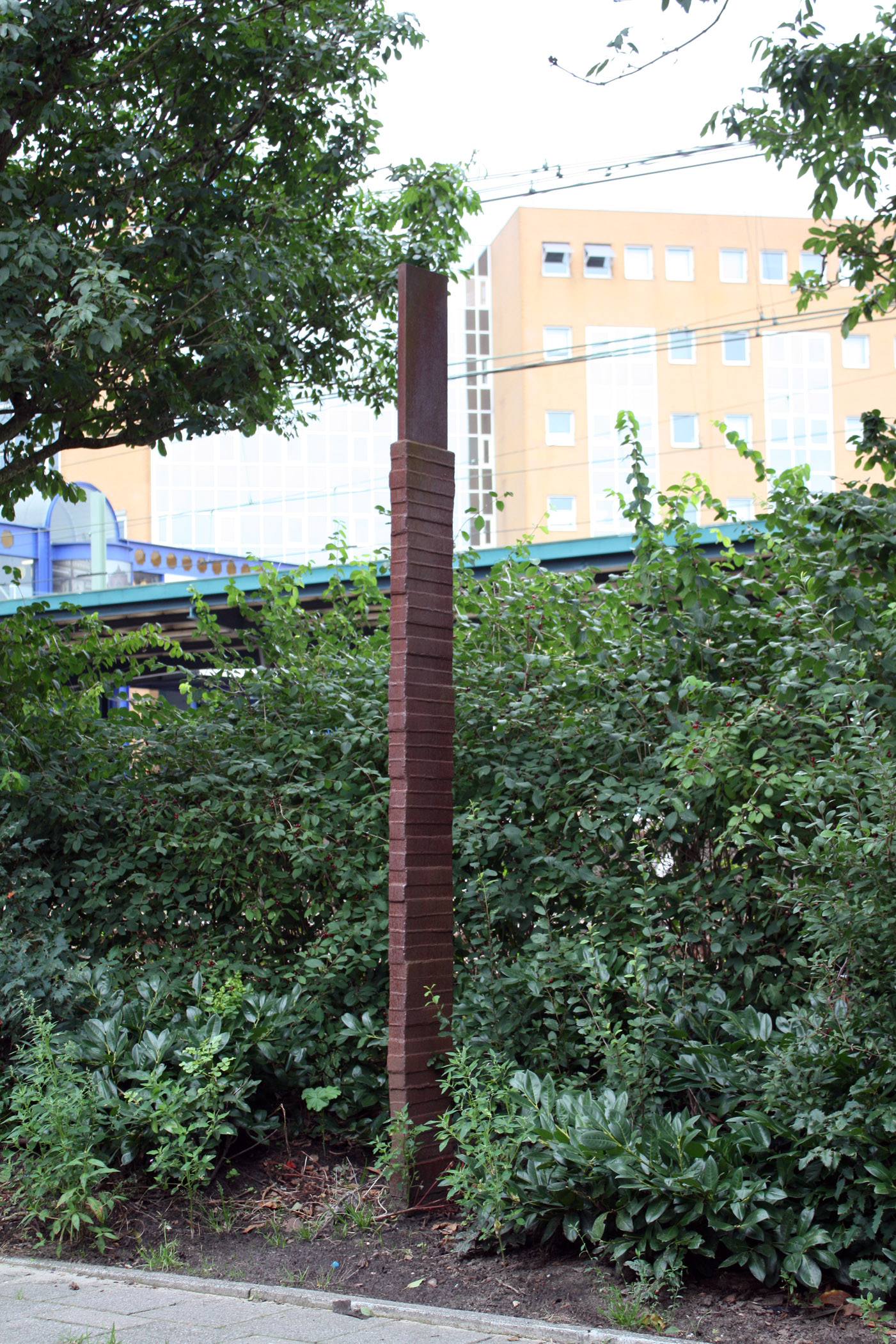
Kunstwerk aan de Viaductstraat 15, zonder titel van Jan Tengbergen.

De huizen van de Vereniging Viaductstraat hebben ruim twintig jaar op de nominatie gestaan om te worden gesloopt, als gevolg van een overeenkomst die de gemeente Groningen, toentertijd eigenaar van de woningen, de Nederlandse Spoorwegen (NS) en het toenmalige busbedrijf GADO in 1964 met elkaar sloten. De gemeente en de NS kwamen daarbij overeen dat zij "met gesloten beurs" grond zouden ruilen. De gemeente zou de grond aan de Viaductstraat "vrij van opstallen" aan de NS overdragen, waarna deze er kantoren en een zuidelijke ingang naar het hoofdstation zou kunnen bouwen.
In de loop van de jaren 70 van de twintigste eeuw werden de oorspronkelijke bewoners met behulp van premies gestimuleerd te verhuizen. De leeggekomen huizen werden echter vrijwel onmiddellijk gekraakt. Ze bevonden zich nog in redelijke staat en de nieuwe bewoners vochten de voorgenomen sloop dan ook aan: tegen ieder bestemmingsplan dat de gemeente in de periode 1976–1982 voor het gebied ontwikkelde werden bezwaarschriften ingediend, in het begin door de Wijkraad Davidstraatbuurt, later door een afsplitsing hiervan die zich richtte op de belangen van de Viaductstraat.
Doordat echter de gemeente in bouwkundig opzicht niet meer naar de huizen omkeek dreigden die in verval te raken. Om te voorkomen dat sloop om bouwtechnische redenen onvermijdelijk zou worden richtten de bewoners op 21 mei 1982 de Vereniging Viaductstraat op. De Vereniging stelde een Herstelfonds in, waarin iedere bewoner 10% van zijn of haar maandinkomen stortte. Met behulp van dit geld werden de huizen door de bewoners eigenhandig behoorlijk opgeknapt. Daarnaast werden de verschillende procedures tegen de gemeente nu niet langer door individuele bewoners, maar door de Vereniging gevoerd.
In 1984 leek een oplossing dichterbij te komen. De gemeente bleek bereid ten behoeve van de voorgenomen luchtbrug (die in de plaats kwam van de inmiddels onmogelijk gemaakte zuidelijke stationsingang) en een fietsenstalling alleen de vier meest dicht bij het station gelegen huizen te slopen en de overige aan de Vereniging te verkopen. De Vereniging toonde echter aan dat de bouw van die luchtbrug ook mogelijk was zonder de sloop van die vier woningen. De NS voelde niets voor deze oplossing. Toen de gemeente in maart 1985 toch een bouwvergunning aan de NS verleende, spande de Vereniging ook hiertegen een procedure aan. De Raad van State gaf haar gelijk, ook al omdat de gemeente een procedurefout had gemaakt: de gemeente werd met een schorsing gedwongen haar plannen in de ijskast te stoppen.
De onderhandelingen werden nu hervat. Mede doordat de gemeente als gevolg van de schorsing een forse rijkssubsidie voor de luchtbrug dreigde mis te lopen werd al gauw overeenstemming bereikt: de gemeente zou alle huizen aan de Vereniging verkopen, op een na, die plaats moest maken voor de geplande fietsenstalling. De overige woningen zouden worden gerenoveerd, waarbij de gemeente zich zou beijveren voor de financiering daarvan. In augustus 1985 besloot de Vereniging met dit compromis akkoord te gaan.
De Vereniging, daarbij nu in alle opzichten gesteund door de gemeente, slaagde er binnen enkele weken in de ruim 3 miljoen gulden (bijna 1,4 miljoen euro) bij elkaar te krijgen die nodig waren voor de aankoop en de renovatie van de panden. Alle woningen langs de straat werden daarbij voor het luttele bedrag van slechts 300.000 gulden overgenomen van de gemeente. Daarop werden een architectenbureau en een aannemersbedrijf in de arm genomen voor de uitwerking van de verbouwingsplannen. Op 4 september 1986 werden de woningen door Ypke Gietema, toen wethouder van Ruimtelijke Ordening van de gemeente Groningen, officieel overgedragen aan de Vereniging. Kort daarna werd met de renovatie begonnen, die in oktober 1987 werd voltooid. Vervolgens ontwikkelde de Vereniging zich van een goed functionerende, maar tamelijk vrijblijvende organisatie van voormalige krakers tot een alternatieve woningbouwvereniging.
In 1995 werd een van de panden van de Vereniging, het Witte Huis, aangewezen als rijksmonument.
De fietsenstalling, waaraan de Vereniging tot op zekere hoogte haar bestaan te danken heeft, is in 1999 vanwege structurele onderhoudsproblemen gesloopt. De grond die daardoor vrijkwam is gedeeltelijk aan de Vereniging in gebruik gegeven.
Op 26 mei 2007 vierde de Vereniging met een groot feest in de nabijgelegen Puddingfabriek haar 25-jarig jubileum.

## De Vereniging
De Vereniging Viaductstraat heet officieel "Vereniging tot behoud en herstel van de Viaductstraat" en is de eigenaar van de beheerde panden en de grond. De bewoners van de huizen van de vereniging zijn de leden van de vereniging, en daarmee stemgerechtigd in het hoogste orgaan, de algemene vergadering, die de straatvergadering wordt genoemd.
Een ander belangrijk orgaan van de Vereniging is het bestuur, dat verantwoordelijk is voor het dagelijkse reilen en zeilen van de Vereniging. Het zorgt ervoor dat noodzakelijke onderhoudsklussen worden uitgevoerd en regelt de financiële zaken. Het bereidt de door de straatvergadering te nemen beslissingen voor en voert die vervolgens uit. Verder onderhoudt het bestuur de externe betrekkingen van de Vereniging.

### Bewoners-zelfbeheer
De belangrijkste doelstelling van de Vereniging is het verschaffen van zo goedkoop mogelijke woonruimte aan een- en tweepersoons-huishoudens uit de laagste inkomensgroepen. De kosten worden zo laag mogelijk gehouden doordat de huizen door de bewoners zelf worden beheerd en onderhouden. Van die bewoners wordt dus aanzienlijk meer verwacht dan in een gangbare huurverhouding. Daar staat tegenover dat de bewoners ook veel meer zeggenschap hebben over hun huizen. Dit kan worden samengevat met de term bewoners-zelfbeheer.

### Zelfwerkzaamheid
Ieder voorjaar bepaalt de Vereniging welke onderhoudswerkzaamheden dat jaar noodzakelijk zullen zijn en op welke dagen ze zullen worden uitgevoerd. De bewoners tekenen vervolgens in op ten minste drie van die dagen. Dit is verplicht: wie zich zonder geldige reden aan de onderhoudswerkzaamheden onttrekt krijgt een boete.

## Woonruimtes
De oudste panden zijn gebouwd in de jaren 80 van de negentiende eeuw, de jongste dateren uit de jaren 20 van de twintigste eeuw. Het zijn dus oude woningen en ruimte voor badkamers of centrale verwarming is er dan ook niet. Ook hebben slechts enkele woonruimtes een aparte slaapkamer. Twintig woonruimtes beschikken over een tuin, dertien woningen hebben een balkon en zes een kelder.
Er zijn drie soorten woonruimtes:
- Er zijn acht onzelfstandige woonruimtes ("kamers"). De bewoners daarvan hebben een gemeenschappelijke keuken en delen ook douche en toilet.
- Daarnaast zijn er zestien semi-zelfstandige woonruimtes. De bewoners daarvan hebben wel een eigen keuken, maar delen de sanitaire voorzieningen.
- Ten slotte zijn er veertien zelfstandige woonruimtes. Daarvan zijn tien bedoeld voor één bewoner en de rest voor een tweepersoons-huishouden.

De gezamenlijke oppervlakte van de woonruimtes bedraagt 2.090 m², wat neerkomt op zo'n 50 m² gemiddeld per persoon. De kleinste woonruimte is 34 m², de grootste 67 m².

## Woonlasten
Het bedrag dat iedere bewoner per maand betaalt, bestaat uit een voor iedereen gelijk basisbedrag, aangevuld met een bedrag dat is gebaseerd op het aantal vierkante meters dat hij of zij in gebruik heeft. Verder betalen bewoners die over meer inkomen dan een bepaald grensbedrag beschikken een inkomenstoeslag van 15% van het deel van het inkomen dat boven het grensbedrag ligt. Deze regeling vloeit voort uit de doelstelling dat de woonruimtes moeten worden aangeboden aan mensen met een laag inkomen. De extra inkomsten die de Vereniging door deze inkomenstoeslag ontvangt, komen indirect ten goede aan bewoners die over minder geld beschikken. Daarnaast betaalt iedereen servicekosten, waarin bedragen zijn opgenomen voor de collectieve glasverzekering en soms voor de verontreinigingsheffing van het waterschap en de gemeentelijke OZB.
In 2007 ging was het basisbedrag € 61, en betaalde men daarbovenop € 1,48 per vierkante meter. Het grensbedrag op jaarbasis was € 1.000 per maand; wie toen € 1.500 per maand verdiende, betaalde dus € 75 per maand extra. Gemiddeld betaalden de bewoners € 146,48 per maand aan de vereniging.
Gas, licht en water betalen de bewoners rechtstreeks aan de leveranciers.